# Маурісіо Естіваріс
Маурісіо Естіваріс (ісп. Mauricio Estívariz; нар. 9 вересня 1986) — колишній болівійський тенісист.
Найвищу одиночну позицію світового рейтингу — 653 місце досяг 14 вересня 2009, парну — 596 місце — 5 травня 2009 року.

## Фінали ITF Ф'ючерс

### Одиночний розряд: 2 (0–2)
| Результат | В-П | Дата     | Турнір                | Покриття | Суперник       | Рахунок  |
| --------- | --- | -------- | --------------------- | -------- | -------------- | -------- |
| Поразка   | 0–1 | Лип 2009 | Румунія F11, Орадя    | Ґрунт    | Дьордь Балаш   | 3–6, 0–6 |
| Поразка   | 0–2 | Жов 2010 | Болівія F3, Кочабамба | Ґрунт    | Дієго Шварцман | 4–6, 5–7 |

### Парний розряд: 7 (3–4)
| Результат | В-П | Дата     | Турнір                | Покриття | Партнер               | Суперники                                | Рахунок          |
| --------- | --- | -------- | --------------------- | -------- | --------------------- | ---------------------------------------- | ---------------- |
| Поразка   | 0–1 | Сер 2007 | Перу F2, Ліма         | Ґрунт    | Маурісіо Дорія-Медіна | Маурісіо Ечасу Матіас Сільва             | 4–6, 3–6         |
| Поразка   | 0–2 | Вер 2007 | Болівія F2, Кочабамба | Ґрунт    | Маурісіо Дорія-Медіна | Факундо Баньїс Агустін Пікко             | 3–6, 3–6         |
| Перемога  | 1–2 | Жов 2008 | Болівія F4, Тариха    | Ґрунт    | Хосе-Роберто Веласко  | Маурісіо Дорія-Медіна Майт Кюннап        | 6–0, 6–3         |
| Перемога  | 2–2 | Вер 2009 | Болівія F3, Ла-Пас    | Ґрунт    | Федеріко Себальйос    | Маурісіо Дорія-Медіна Агустін Пікко      | 6–4, 3–6, [10–7] |
| Поразка   | 2–3 | Вер 2009 | Болівія F4, Тариха    | Ґрунт    | Федеріко Себальйос    | Факундо Баньїс Гільєрмо Каррі            | 2–6, 2–6         |
| Перемога  | 3–3 | Жов 2010 | Болівія F3, Кочабамба | Ґрунт    | Маурісіо Дорія-Медіна | Маурісіо Ечасу Серхіо Гальдос            | 6–4, 6–4         |
| Поразка   | 3–4 | Жов 2012 | Болівія F4, Ла-Пас    | Ґрунт    | Федеріко Себальйос    | Крістофер Діес Фігероа Себастьян Серрано | 5–7, 5–7         |